# Пигментная фотопечать
Пигме́нтная фотопеча́ть — технология фотопечати, основанная на получении изображения с помощью пигментов, смешанных с желатиной. Благодаря использованию пигментов вместо красителей, фотографии, изготовленные таким способом, отличаются высокой устойчивостью к выцветанию и долговечностью, выгодно отличаясь от хромогенной и даже гидротипной печати. 

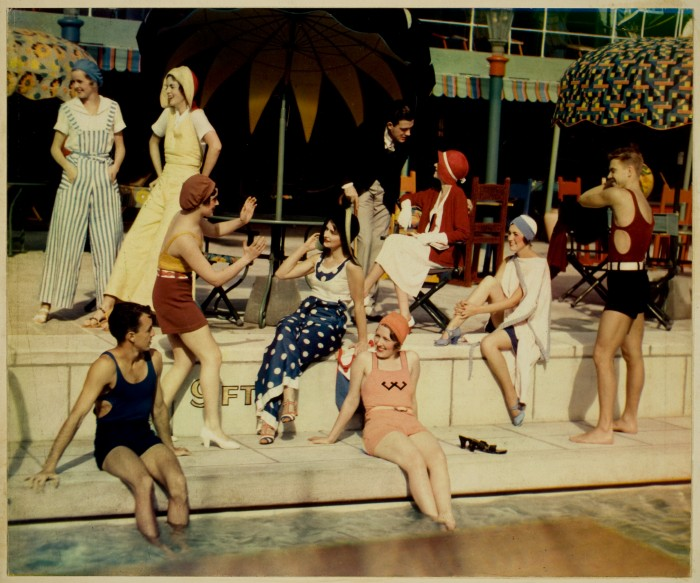
Снимок 1932 года, отпечатанный пигментным способом

Основой технологии стала фототипия, изобретённая в 1855 году Альфонсом Пуатвеном в качестве разновидности безрастровой плоской печати. В дальнейшем эта техника была усовершенствована, а в 1868 году приспособлена Дюко дю Ороном для субтрактивной цветной фотографии, где оставалась популярной до середины XX века.

## Монохромная технология
Процесс основан на светочувствительности так называемой хромированной желатины, открытой Тальботом в 1852 году. Бихроматы под действием ультрафиолетового излучения меняют свойства желатины, теряющей растворимость в горячей воде. Для печати используется специальная фотобумага, в толстом желатиновом слое которой содержится мелко растёртый графит, благодаря чему технология запатентована Джозефом Своном в 1864 году под названием карбоновая печать. В некоторых источниках встречается термин «угольная печать», относящийся к этому же процессу. Кроме графита, дающего чёрно-белый снимок нейтрального оттенка, могут быть использованы пигменты, нерастворимые в воде, и позволяющие получать любой тон отпечатка. 
Непосредственно перед контактной печатью с крупноформатного негатива фотобумага сенсибилизируется в растворе хромпика, а затем экспонируется солнечным светом. Под действием ультрафиолетового излучения происходит фотохимическое дубление засвеченных участков желатины, становящихся нерастворимыми. Проявление снимка производится горячей водой, смывающей незадубленную желатину, и образующей на светочувствительном слое рельеф, соответствующий изображению. Толщина несмываемой задубленной желатины и количество оставшегося в ней графита пропорциональны полученной экспозиции. Таким образом, оптическая плотность участков, получивших наибольшую экспозицию максимальна, а в местах, не затронутых светом — минимальна. В результате после лабораторной обработки получается позитив, долговечность которого ограничена лишь свойствами желатины и подложки.

## Цветная пигментная печать
Цветной процесс отличается от монохромного дополнительной стадией переноса желатинового слоя с цветоделённых позитивов на общую подложку. Оригинальная технология Дюко де Орона предусматривала контактную печать с трёх исходных чёрно-белых негативов, полученных одновременной или последовательной съёмкой через цветные светофильтры основных цветов. Негативы контактно печатались солнечным светом на трёх листах целлулоида, покрытых пигментированной желатиной дополнительных цветов: жёлтого, пурпурного и голубого. Наборы такого целлулоида выпускались промышленно и были доступны в продаже.
При этом плёнка с жёлтым пигментом экспонировалась через негатив, снятый за синим светофильтром, пурпурная — через «зелёный» негатив, а голубая — через «красный». В результате проявления и смывания незадубленной желатины на каждом из цветоделённых отпечатков образовывался рельеф с пигментом, распределение которого соответствовало одному из частичных цветных изображений. Процесс завершался переносом задубленных эмульсионных слоёв на общую подложку, в роли которой чаще всего выступала бумага. Обычно первым непосредственно на подложку переносится жёлтое изображение, затем пурпурное и самым верхним оказывается голубое. Неточность совмещения частичных изображений снижает резкость отпечатка, которая может быть повышена добавлением четвёртого чёрного слоя, дополнительно маскирующего отклонения цветопередачи в тенях.
В 1905 году Томасом Манли был разработан озобромный процесс с химическим дублением желатины. В 1915 году эта технология трансформировалась в метод «райдекс», а ещё через четыре года Говард Фармер на её основе изобрёл карбропроцесс, получивший известность под названием карбро. В таком виде пигментная печать использовалась более двух десятилетий. Отличие от предыдущих методов состоит в том, что дубление происходит без воздействия излучения за счёт химического контакта серебра отпечатка на обычной фотобумаге со смесью солей калия в пигментном слое. Образующиеся в результате оксиды хрома дубят желатину пропорционально количеству серебра в отпечатке. Для получения цветного снимка этим способом изготавливаются промежуточные отпечатки на бромосеребряной фотобумаге, которые затем складываются на некоторое время эмульсией с цветными пигментными плёнками. После промывки последних горячей водой образуется позитивное изображение, зеркальное к исходному отпечатку.
Процесс оказался пригодным не только для контактной печати, но и для оптической с увеличением. В этом случае три промежуточных цветоделённых позитива на панхроматической фотобумаге формата будущего цветного отпечатка, используются для изготовления пигментных рельефов способом химического дубления. После смывания незадубленной желатины, оставшиеся окрашенные рельефы последовательно переносятся на общую бумажную подложку, образуя прямое позитивное изображение. 
В 1929 году был изобретён последний вариант пигментной печати под названием дуксохром. Отличие от карбро состояло в том, что пигмент добавлялся в светочувствительную желатиносеребряную фотоэмульсию, а не в желатину. После дубящего проявления экспонированных листов металлическое серебро удалялось с помощью ослабителя Фармера, а окрашенные желатиновые рельефы переносились на общую бумажную подложку. Несмотря на трудоёмкость, пигментная печать была практически единственной технологией получения цветных фотографий на твёрдой подложке вплоть до конца 1920-х годов, когда была вытеснена более технологичной гидротипной. Тем не менее, некоторые версии пигментных технологий продолжали использоваться вплоть до 1950-х годов, уступив лишь цветным хромогенным фотобумагам.
В современной версии пигментной печати цветоделённые негативы изготавливаются на безусадочной плёнке лазерным принтером и снабжаются перфорацией, повышающей точность совмещения частичных изображений на специальных направляющих. Чёрно-белая пигментная печать продолжает ограниченно использоваться в качестве альтернативного процесса для получения высококачественных фотоотпечатков с очень высокой архивной стойкостью, превосходящей классическую серебряную фотопечать. Сохранность цветных пигментных изображений сопоставима с масляной живописью и до появления цифровой пигментной печати применялась для архивирования ценных изображений под брендом Polaroid Permanent-Colour Print. Стоимость изготовления одного отпечатка формата 40×50 см составляла в среднем 1000 долларов.